# Hill (Gloucestershire)
Hill – wieś w Anglii, w hrabstwie ceremonialnym Gloucestershire, w dystrykcie (unitary authority) South Gloucestershire. Leży 23 km na północ od miasta Bristol i 166 km na zachód od Londynu.